# Vandijkophrynus gariepensis
Vandijkophrynus gariepensis és una espècie d'amfibi que viu a Lesotho, Namíbia, Sud-àfrica i Eswatini.